# Symplocos sonoharae
Symplocos sonoharae är en tvåhjärtbladig växtart som beskrevs av Gen-Iti Koidzumi. Symplocos sonoharae ingår i släktet Symplocos och familjen Symplocaceae. Utöver nominatformen finns också underarten S. s. oblonga.